# Narcissus poeticus subsp. radiiflorus
Narcissus poeticus radiiflorus es una subespecie de planta bulbosa perteneciente a la familia de las Amarilidáceas. Es originaria de Europa central y del este hasta la Península de los Balcanes.

## Descripción
Es una planta bulbosa similar a Narcissus poeticus , pero con las flores en forma estrellada, donde los pétalos no se superponen.

## Taxonomía
Narcissus poeticus subsp. radiiflorus fue descrita por (Salisb.) Baker y publicado en Handb. Amaryll.: 12 (1888).
Etimología
Narcissus nombre genérico que hace referencia  del joven narcisista de la mitología griega Νάρκισσος (Narkissos) hijo del dios río Cephissus y de la ninfa Leiriope; que se distinguía por su belleza. 
El nombre deriva de la palabra griega: ναρκὰο, narkào (= narcótico) y se refiere al olor penetrante y embriagante de las flores de algunas especies (algunos sostienen que la palabra deriva de la palabra persa نرگس y que se pronuncia Nargis, que indica que esta planta es embriagadora). 
poeticus: epíteto latino que significa "de poetas".
Sinonimia
- Narcissus radiiflorus Salisb., Prodr. Stirp. Chap. Allerton: 225 (1796).
- Narcissus angustifolius Curtis ex Haw., Bot. Mag. 6: t. 193 (1792).
- Narcissus majalis var. exertus Haw., Suppl. Pl. Succ.: 150 (1819).
- Narcissus poetarum Haw., Monogr. Narcissin.: 14 (1831).
- Narcissus stellaris Haw., Monogr. Narcissin.: 15 (1831).
- Narcissus longipetalus Schleich. ex Steud., Nomencl. Bot., ed. 2, 2: 182 (1841).
- Hermione angustifolia (Curtis ex Haw.) M.Roem., Fam. Nat. Syn. Monogr. 4: 234 (1847).
- Narcissus seriorflorens Schur, Enum. Pl. Transsilv.: 657 (1866).
- Narcissus stelliflorus Schur, Oesterr. Bot. Z. 19: 205 (1869).
- Narcissus ledroensis Evers, Verh. K. K. Zool.-Bot. Ges. Wien 46: 88 (1896).
- Narcissus exertus (Haw.) Pugsley, J. Bot. 53(Suppl. 2): 42 (1915).[4]